# Hopkins Center for the Arts

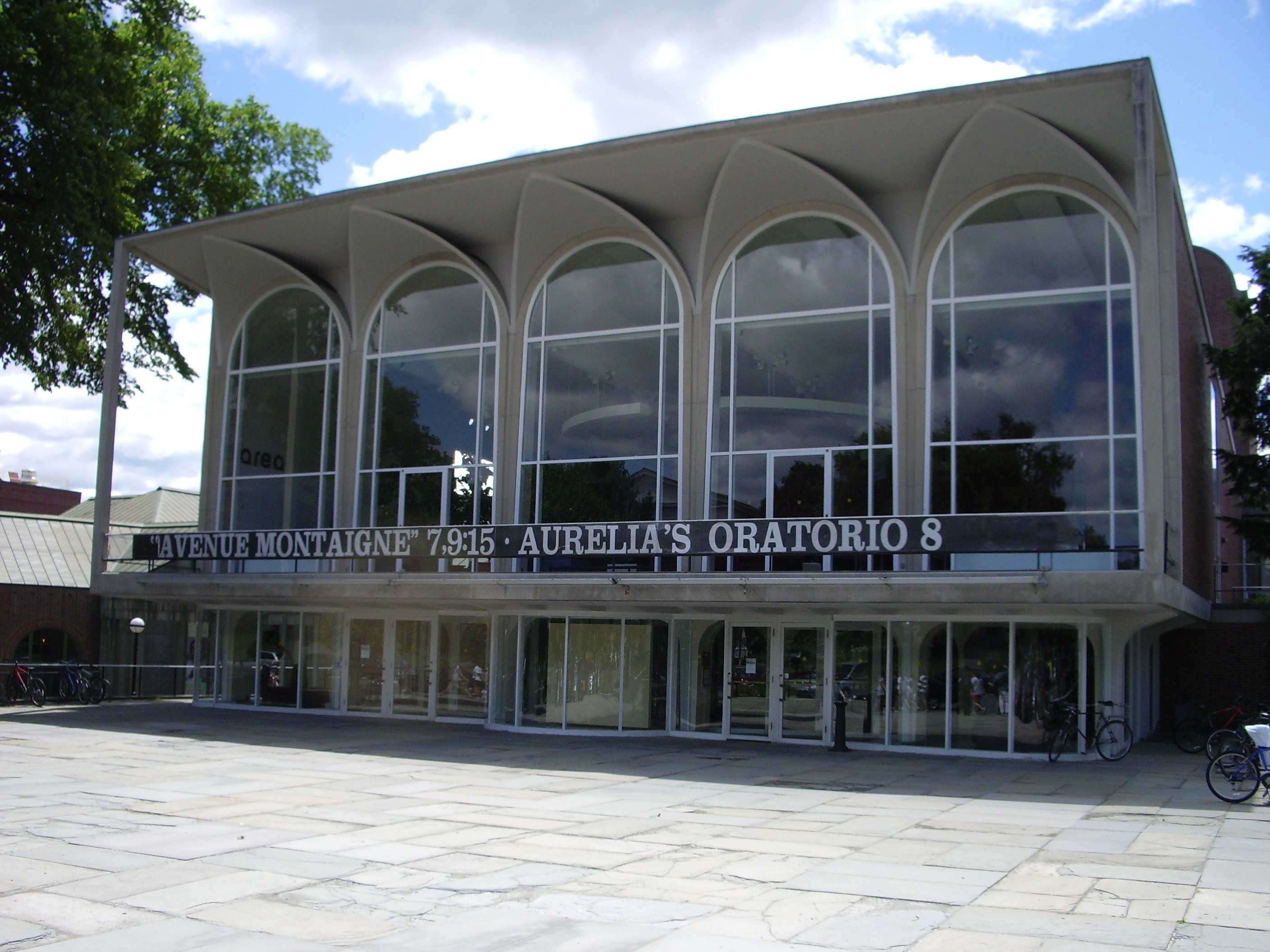
Le Hopkins Center for the Arts, Dartmouth College

Le Hopkins Center for the Arts est  un centre culturel situé sur le campus de Dartmouth College, une prestigieuse université de Hanover (New Hampshire). Le bâtiment fut dessiné par l'architecte Wallace K. Harrison qui s'inspira d'un autre centre culturel, le Lincoln Center de New York. Il abrite les départements universitaires de théâtre, musique et cinéma. Surnommé le « Hop » par les étudiants, le centre est également un atelier d'artisanat ouvert aux étudiants et à la population locale.

## Caractéristiques
Le centre Hopkins se compose de plusieurs salles : 
- Faulkner Recital Hall
- Spaulding Auditorium
- Warner Bentley Theater
- The Moore Theater
- Alumni Hall
- Arthur M. Loew Auditorium (salle de cinéma)
- “Top of the Hop.”

Parmi les troupes étudiantes qui s'y produisent, on peut citer le Dartmouth Dance Ensemble, le Glee Club, le Barbary Coast Jazz Ensemble, le Wind Symphony et le Symphony Orchestra, parmi d'autres. Les étudiants bénéficient d'un tarif réduit pour voir les spectacles, mais le centre est également un lieu culturel au rayonnement régional.
Le centre Hopkins propose également une possibilité de se restaurer au Courtyard Café.